# IC 410
IC 410 – mgławica emisyjna znajdująca się w konstelacji Woźnicy w odległości około 12 000 lat świetlnych od Ziemi. Odkrył ją Max Wolf 25 września 1892 roku.
Mgławica IC 410 jest powiązana z odkrytą wcześniej przez Johna Herschela młodą gromadą otwartą NGC 1893. Rozciąga się na przestrzeni ponad 100 lat świetlnych.
W obszarze IC 410 znajdują się dwa niezwykłe obłoki gazu i pyłu nazwane „kijankami”. Są one zbudowane z gęstszego i chłodniejszego gazu niż ten w mgławicy, mogą też być obszarami formowania się nowych gwiazd. Ciągną się one na przestrzeni około 10 lat świetlnych rzeźbione przez wiatr gwiazdowy i promieniowanie gromady NGC 1893.